# Kloropren
Kloropren eller 2-klor-1,3-butadien är en klorerad organisk förening med formeln C4H5Cl.

## Framställning

### Butadien-processen
Kloropren tillverkas industriellt av butadien (C4H6) i två steg. Först halogenering till 3,4-diklor-1-buten (C4H6Cl2) följt av dehydrohalogenering till 2-klor-1,3-butadien (kloropren).
1.  {\displaystyle {\rm {C_{4}H_{6}+Cl_{2}\rightarrow C_{4}H_{6}Cl_{2}}}}
2.  {\displaystyle {\rm {C_{4}H_{6}Cl_{2}+KOH\rightarrow C_{4}H_{5}Cl+KCl+H_{2}O}}}
Även isomeren 1-klor-1,3-butadien bildas i processen och frånskiljs genom destillation.

### Acetylen-processen
Fram till 1960-talet tillverkades kloropren av acetylen (C2H2) som dimeriseras till vinylacetylen (C4H4) och kloreras. Kloreringen ger allenklormetylen (4-klor-1,2-butadien – ett derivat av allen) som är en isomer till kloropren. Allenklormetylen behandlas med kopparklorid för att ge kloropren.
{\displaystyle {\rm {2\ HC\!\equiv \!CH+HCl\rightarrow H_{2}C\!=\!C\!=\!CH\!-\!CH_{2}Cl}}} (allenklormetylen)
{\displaystyle {\rm {H_{2}C\!=\!C\!=\!CH\!-\!CH_{2}Cl\ {\xrightarrow {CuCl}}\ H_{2}C\!=\!CCl\!-\!CH\!=\!CH_{2}}}}
Processen kräver mycket energi och stora investeringar och har därför ersatts av Butadien-processen.

## Användning
Kloropren används nästan enbart för att tillverka polymeren polykloropren, mer känt under handelsnamnet Neopren. Neopren är ett registrerat varumärke som ägs av DuPont.